# Estação Infante Santo
Infante Santo é uma estação do Metropolitano de Lisboa cuja construção deverá iniciar-se em 2025. Situar-se-á no concelho de Lisboa, entre as estações Alcântara e Campo de Ourique do futuro troço da Linha Vermelha, ambas com construção a iniciar-se em 2025 . Prevê-se a sua inauguração em 2027 em conjunto com as estações Alcântara, Campo de Ourique e Campolide / Amoreiras, no âmbito da expansão da rede à zona ocidental da cidade de Lisboa.

## Descrição
Esta estação estará localizada a 29,5 m de profundidade, entre a Av. Infante Santo, a Calçada das Necessidades e a Travessa do Possolo. À semelhança das mais recentes estações do Metropolitano de Lisboa, estará equipada para poder servir passageiros com deficiências motoras, contando com vários elevadores e escadas rolantes que facilitam o acesso às plataformas.

## Acessos
Esta estação contará com dois acessos, ambos localizados no passeio do lado poente da Av. Infante Santo e um elevador entre o átrio e a superfície:
- Acesso 1 - direcionado para norte, contará com duas escadas mecânicas assim como escadas pedonais.
- Acesso 2 - direcionado para sul, irá tirar partido do desnível natural da avenida de forma a permitir o acesso por escadas pedonais.
- Elevador - estará localizado no topo do átrio da estação, entre a Av. Infante Santo e a Calçada das Necessidades, direcionado para nascente.